# Challenge Cup 2011
Der Challenge Cup 2011 (aus Sponsoringgründen auch als Carnegie Challenge Cup 2011 bezeichnet) war die 110. Ausgabe des jährlichen Rugby-League-Turniers Challenge Cup. Im Finale gewannen die Wigan Warriors gegen die Leeds Rhinos mit 28:18 und gewannen damit das Turnier zum 18. Mal.

## Vorrunde
Die Auslosung der Vorrunde fand am 7. Dezember 2010 statt. Die Spiele fanden zwischen dem 8. und 16. Januar 2011 statt.
| 8. Januar 13:30 | Ovenden | 26 : 28 | Rochdale Mayfield | Four Fields |
| 8. Januar 13:30 |         |         |                   | Four Fields |

| 8. Januar 13:30 | Millom | 8 : 12 | Egremont Rangers | Coronation Field |
| 8. Januar 13:30 |        |        |                  | Coronation Field |

| 8. Januar 13:30 | Eccles and Salford Juniors | 26 : 6 | Castleford Panthers | Moat Hall |
| 8. Januar 13:30 |                            |        |                     | Moat Hall |

| 8. Januar 13:30 | Shaw Cross Sharks | 20 : 21 | Stanley Rangers | Paul Hinchcliffe Memorial Ground |
| 8. Januar 13:30 |                   |         |                 | Paul Hinchcliffe Memorial Ground |

| 9. Januar 14:00 | St Albans Centurions | 22 : 32 | British Police | Pennine Way Stadium Zuschauer: 50 |
| 9. Januar 14:00 |                      |         |                | Pennine Way Stadium Zuschauer: 50 |

| 15. Januar 13:30 | Oulton Raiders | 23 : 22 | Normanton Knights | Raider Park |
| 15. Januar 13:30 |                |         |                   | Raider Park |

| 15. Januar 13:30 | Bank Quay Bulls | 26 : 18 | Seaton Rangers | Dallam Playing Fields |
| 15. Januar 13:30 |                 |         |                | Dallam Playing Fields |

| 16. Januar 13:30 | Loughborough University | 38 : 0 | Featherstone Lions |  |
| 16. Januar 13:30 |                         |        |                    |  |

| 16. Januar 13:30 | Northampton Demons | 46 : 10 | University of Gloucestershire | Rushmills |
| 16. Januar 13:30 |                    |         |                               | Rushmills |

## Erste Runde
Die Spiele der ersten Runde fanden zwischen dem 22. Januar und dem 12. Februar statt.
| 22. Januar 13:30 | East Leeds | 36 : 10 | Crosfields |  |
| 22. Januar 13:30 |            |         |            |  |

| 22. Januar 13:30 | East Hull | 24 : 10 | Saddleworth Rangers | Rosmead Sports Centre |
| 22. Januar 13:30 |           |         |                     | Rosmead Sports Centre |

| 22. Januar 13:30 | Leigh East | 58 : 6 | Heworth | Ledgard Street |
| 22. Januar 13:30 |            |        |         | Ledgard Street |

| 22. Januar 13:30 | Fryston Warriors | 30 : 4 | Stanningley | Askham Road |
| 22. Januar 13:30 |                  |        |             | Askham Road |

| 22. Januar 13:30 | Loughborough University | 18 : 10 | Kippax Knights |  |
| 22. Januar 13:30 |                         |         |                |  |

| 22. Januar 13:30 | Northampton Demons | 12 : 26 | Leeds Metropolitan University | Rushmills |
| 22. Januar 13:30 |                    |         |                               | Rushmills |

| 22. Januar 13:30 | Nottingham Outlaws | 30 : 32 | Royal Air Force |  |
| 22. Januar 13:30 |                    |         |                 |  |

| 22. Januar 13:30 | University of Central Lancashire | 12 : 20 | Northumbria University |  |
| 22. Januar 13:30 |                                  |         |                        |  |

| 22. Januar 13:30 | Royal Navy | 28 : 14 | British Police |  |
| 22. Januar 13:30 |            |         |                |  |

| 22. Januar 13:30 | Skirlaugh Bulls | 16 : 14 | Oulton Raiders | Eastside Sports Centre |
| 22. Januar 13:30 |                 |         |                | Eastside Sports Centre |

| 22. Januar 13:30 | Rochdale Mayfield | 38 : 14 | Bank Quay Bulls | Mayfield Sports Centre |
| 22. Januar 13:30 |                   |         |                 | Mayfield Sports Centre |

| 22. Januar 13:30 | Drighlington | 12 : 13 | Hunslet Warriors | Wakefield Road |
| 22. Januar 13:30 |              |         |                  | Wakefield Road |

| 22. Januar 13:30 | Elland | 16 : 20 | Thatto Heath Crusaders | Greetland Community Centre |
| 22. Januar 13:30 |        |         |                        | Greetland Community Centre |

| 22. Januar 13:30 | Myton Warriors | 34 : 0 | Ince Rose Bridge | Marist Sporting Club |
| 22. Januar 13:30 |                |        |                  | Marist Sporting Club |

| 22. Januar 13:30 | Oldham St Annes | 16 : 30 | Hull Dockers | Higginshaw Road |
| 22. Januar 13:30 |                 |         |              | Higginshaw Road |

| 22. Januar 13:30 | Leigh Miners Rangers | 28 : 10 | West Hull | Twist Lane |
| 22. Januar 13:30 |                      |         |           | Twist Lane |

| 23. Januar 13:30 | Warrington Wizards | 44 : 18 | Carluke Tigers | Wilderspool Stadium, Warrington |
| 23. Januar 13:30 |                    |         |                | Wilderspool Stadium, Warrington |

| 23. Januar 13:30 | Valley Cougars | 24 : 30 | British Army |  |
| 23. Januar 13:30 |                |         |              |  |

| 29. Januar 13:30 | Eccles and Salford Juniors | 6 : 30 | Wigan St Patricks | Moat Hall Zuschauer: 85 |
| 29. Januar 13:30 |                            |        |                   | Moat Hall Zuschauer: 85 |

| 29. Januar 13:30 | Wigan St Judes | 22 : 20 | West Bowling | Parsons Meadow |
| 29. Januar 13:30 |                |         |              | Parsons Meadow |

| 29. Januar 13:30 | Stanley Rangers | 24 : 10 | Widnes St Maries | Stanley Sports and Social Club |
| 29. Januar 13:30 |                 |         |                  | Stanley Sports and Social Club |

| 30. Januar 13:30 | Wath Brow Hornets | 18 : 0 | Norland Sharks |  |
| 30. Januar 13:30 |                   |        |                |  |

| 30. Januar 13:30 | Siddal | 58 : 18 | Eastmoor Dragons | Siddal Sports Centre |
| 30. Januar 13:30 |        |         |                  | Siddal Sports Centre |

| 30. Januar 13:30 | Castleford Lock Lane | 38 : 4 | Halton Sims Cross | Lock Lane Sports Centre |
| 30. Januar 13:30 |                      |        |                   | Lock Lane Sports Centre |

| 30. Januar 13:30 | Waterhead | 24 : 28 | Egremont Rangers | Waterhead Park |
| 30. Januar 13:30 |           |         |                  | Waterhead Park |

| 2. Februar 19:30 | Edge Hill University | 28 : 16 | University of Hull |  |
| 2. Februar 19:30 |                      |         |                    |  |

| 5. Februar 13:30 | York Acorn | 24 : 35 | Milford Marlins | Thanet Road |
| 5. Februar 13:30 |            |         |                 | Thanet Road |

| 12. Februar 13:30 | Kells | 14 : 22 | Bradford Dudley Hill | Ravenhill Lane |
| 12. Februar 13:30 |       |         |                      | Ravenhill Lane |

## Zweite Runde
Die Auslosung der zweiten Runde fand am 24. Januar statt. Die Spiele fanden zwischen dem 5. und 19. Februar statt.
| 5. Februar 13:30 | East Leeds | 4 : 64 | Hull Dockers |  |
| 5. Februar 13:30 |            |        |              |  |

| 5. Februar 13:30 | Castleford Lock Lane | 18 : 16 | Stanley Rangers | Lock Lane Sports Centre |
| 5. Februar 13:30 |                      |         |                 | Lock Lane Sports Centre |

| 5. Februar 13:30 | Wigan St Patricks | 16 : 18 | Leigh Miners Rangers | Harper Street |
| 5. Februar 13:30 |                   |         |                      | Harper Street |

| 5. Februar 13:30 | Hunslet Warriors | 22 : 16 | Wigan St Judes | The Oval, London |
| 5. Februar 13:30 |                  |         |                | The Oval, London |

| 5. Februar 13:30 | East Hull | 31 : 22 | Myton Warriors | Rosmead Sports Centre |
| 5. Februar 13:30 |           |         |                | Rosmead Sports Centre |

| 5. Februar 13:30 | Egremont Rangers | 22 : 10 | Wath Brow Hornets | North Road |
| 5. Februar 13:30 |                  |         |                   | North Road |

| 5. Februar 13:30 | Leigh East | 16 : 18 | Thatto Heath Crusaders | Ledgard Street |
| 5. Februar 13:30 |            |         |                        | Ledgard Street |

| 5. Februar 13:30 | British Army | 27 : 16 | Royal Air Force | Aldershot Rugby Stadium |
| 5. Februar 13:30 |              |         |                 | Aldershot Rugby Stadium |

| 5. Februar 13:30 | Loughborough University | 18 : 25 | Northumbria University | Holywell Park |
| 5. Februar 13:30 |                         |         |                        | Holywell Park |

| 5. Februar 13:30 | Leeds Metropolitan University | 44 : 14 | University of Hull |  |
| 5. Februar 13:30 |                               |         |                    |  |

| 6. Februar 13:30 | Warrington Wizards | 28 : 20 | Royal Navy | Wilderspool Stadium, Warrington |
| 6. Februar 13:30 |                    |         |            | Wilderspool Stadium, Warrington |

| 12. Februar 14:00 | Milford Marlins | 24 : 16 | Skirlaugh Bulls | Milford Sports Club |
| 12. Februar 14:00 |                 |         |                 | Milford Sports Club |

| 12. Februar 14:30 | Rochdale Mayfield | 12 : 25 | Siddal | Mayfield Sports Centre |
| 12. Februar 14:30 |                   |         |        | Mayfield Sports Centre |

| 19. Februar 14:00 | Fryston Warriors | 16 : 12 | Bradford Dudley Hill | Askham Road |
| 19. Februar 14:00 |                  |         |                      | Askham Road |

## Dritte Runde
Die Auslosung der dritten Runde fand am 15. Februar statt. Die Spiele fanden am 5. und 6. März statt.
| 5. März 13:45 | Swinton Lions | 44 : 4 | East Hull | The Willows, Salford Zuschauer: 305 |
| 5. März 13:45 |               |        |           | The Willows, Salford Zuschauer: 305 |

| 5. März 14:00 | Featherstone Rovers | 86 : 0 | British Army | Post Office Road, Featherstone Zuschauer: 723 |
| 5. März 14:00 |                     |        |              | Post Office Road, Featherstone Zuschauer: 723 |

| 5. März 14:30 | Milford Marlins | 16 : 38 | Gateshead Thunder | Zuschauer: 400 |
| 5. März 14:30 |                 |         |                   | Zuschauer: 400 |

| 5. März 14:30 | Leigh Miners Rangers | 26 : 56 | Barrow Raiders | Leigh Sports Village, Leigh Zuschauer: 633 |
| 5. März 14:30 |                      |         |                | Leigh Sports Village, Leigh Zuschauer: 633 |

| 5. März 15:00 | Doncaster | 34 : 22 | Thatto Heath Crusaders | Keepmoat Stadium, Doncaster Zuschauer: 352 |
| 5. März 15:00 |           |         |                        | Keepmoat Stadium, Doncaster Zuschauer: 352 |

| 5. März 15:30 | London Skolars | 60 : 24 | Egremont Rangers | White Hart Lane Community Sports Centre, London Zuschauer: 342 |
| 5. März 15:30 |                |         |                  | White Hart Lane Community Sports Centre, London Zuschauer: 342 |

| 5. März 18:00 | Whitehaven | 14 : 27 | Lézignan Sangliers | Recreation Ground, Whitehaven Zuschauer: 651 |
| 5. März 18:00 |            |         |                    | Recreation Ground, Whitehaven Zuschauer: 651 |

| 5. März 18:00 | Keighley Cougars | 16 : 10 | Toulouse Olympique | Cougar Park, Keighley Zuschauer: 479 |
| 5. März 18:00 |                  |         |                    | Cougar Park, Keighley Zuschauer: 479 |

| 6. März 11:30 | Siddal | 6 : 54 | Widnes Vikings | The Shay, Halifax Zuschauer: 951 |
| 6. März 11:30 |        |        |                | The Shay, Halifax Zuschauer: 951 |

| 6. März 14:00 | Batley Bulldogs | 64 : 10 | Fryston Warriors | Mount Pleasant, Batley Zuschauer: 774 |
| 6. März 14:00 |                 |         |                  | Mount Pleasant, Batley Zuschauer: 774 |

| 6. März 15:00 | Oldham Roughyeds | 28 : 16 | Hunslet Warriors | Whitebank Stadium, Oldham Zuschauer: 538 |
| 6. März 15:00 |                  |         |                  | Whitebank Stadium, Oldham Zuschauer: 538 |

| 6. März 15:00 | Sheffield Eagles | 82 : 0 | Leeds Metropolitan University | Don Valley Stadium, Sheffield Zuschauer: 350 |
| 6. März 15:00 |                  |        |                               | Don Valley Stadium, Sheffield Zuschauer: 350 |

| 6. März 15:00 | Hunslet Hawks | 48 : 10 | Warrington Wizards | John Charles Centre for Sport, Leeds Zuschauer: 316 |
| 6. März 15:00 |               |         |                    | John Charles Centre for Sport, Leeds Zuschauer: 316 |

| 6. März 15:00 | Rochdale Hornets | 22 : 20 | Workington Town | Spotland Stadium, Rochdale Zuschauer: 358 |
| 6. März 15:00 |                  |         |                 | Spotland Stadium, Rochdale Zuschauer: 358 |

| 6. März 15:00 | Northumbria University | 0 : 132 | York City Knights | Huntington Stadium, York Zuschauer: 434 |
| 6. März 15:00 |                        |         |                   | Huntington Stadium, York Zuschauer: 434 |

| 6. März 15:00 | South Wales Scorpions | 6 : 62 | Dewsbury Rams | The Gnoll, Neath Zuschauer: 356 |
| 6. März 15:00 |                       |        |               | The Gnoll, Neath Zuschauer: 356 |

| 6. März 15:00 | Leigh Centurions | 68 : 24 | Hull Dockers | Leigh Sports Village, Leigh Zuschauer: 1.083 |
| 6. März 15:00 |                  |         |              | Leigh Sports Village, Leigh Zuschauer: 1.083 |

| 6. März 15:00 | Halifax | 76 : 6 | Castleford Lock Lane | The Shay, Halifax Zuschauer: 1.684 |
| 6. März 15:00 |         |        |                      | The Shay, Halifax Zuschauer: 1.684 |

## Vierte Runde
Die Auslosung der vierten Runde fand am 20. März statt. Die Spiele fanden zwischen dem 6. und 8. Mai statt.
| 6. Mai 20:00 | Leigh Centurions | 16 : 22 | Dragons Catalans | Leigh Sports Village, Leigh Zuschauer: 2.237 Schiedsrichter: James Child |
| 6. Mai 20:00 | (12:10) Bericht  |         |                  | Leigh Sports Village, Leigh Zuschauer: 2.237 Schiedsrichter: James Child |

| 6. Mai 20:00 | Gateshead Thunder | 0 : 70 | Harlequins RL | Gateshead International Stadium, Gateshead Zuschauer: 402 Schiedsrichter: Craig Halloran |
| 6. Mai 20:00 | (0:32) Bericht    |        |               | Gateshead International Stadium, Gateshead Zuschauer: 402 Schiedsrichter: Craig Halloran |

| 7. Mai 13:00 | Hull FC        | 82 : 0 | Oldham Roughyeds | KC Stadium, Hull Zuschauer: 6.235 Schiedsrichter: Chris Leatherbarrow |
| 7. Mai 13:00 | (42:0) Bericht |        |                  | KC Stadium, Hull Zuschauer: 6.235 Schiedsrichter: Chris Leatherbarrow |

| 7. Mai 15:00 | St Helens      | 52 : 26 | Sheffield Eagles | Lowerhouse Lane, Widnes Zuschauer: 3.563 Schiedsrichter: Ben Thaler |
| 7. Mai 15:00 | (22:6) Bericht |         |                  | Lowerhouse Lane, Widnes Zuschauer: 3.563 Schiedsrichter: Ben Thaler |

| 7. Mai 15:15 | Leeds Rhinos    | 30 : 20 | Crusaders RL | Headingley Carnegie Stadium, Leeds Zuschauer: 14.165 Schiedsrichter: Steve Ganson |
| 7. Mai 15:15 | (18:10) Bericht |         |              | Headingley Carnegie Stadium, Leeds Zuschauer: 14.165 Schiedsrichter: Steve Ganson |

| 7. Mai 18:30 | Featherstone Rovers | 42 : 16 | Lézignan Sangliers | Post Office Road, Featherstone Zuschauer: 827 Schiedsrichter: Ronnie Laughton |
| 7. Mai 18:30 |                     |         |                    | Post Office Road, Featherstone Zuschauer: 827 Schiedsrichter: Ronnie Laughton |

| 8. Mai 15:00 | York City Knights | 22 : 64 | Hull Kingston Rovers | Ryedale Stadium, York Zuschauer: 2.463 Schiedsrichter: Gareth Hewer |
| 8. Mai 15:00 | (6:42) Bericht    |         |                      | Ryedale Stadium, York Zuschauer: 2.463 Schiedsrichter: Gareth Hewer |

| 8. Mai 15:00 | Warrington Wolves | 80 : 0 | Keighley Cougars | Halliwell Jones Stadium, Warrington Zuschauer: 6.583 Schiedsrichter: George Stokes |
| 8. Mai 15:00 | (34:0) Bericht    |        |                  | Halliwell Jones Stadium, Warrington Zuschauer: 6.583 Schiedsrichter: George Stokes |

| 8. Mai 15:00 | Wigan Warriors | 52 : 0 | Barrow Raiders | DW Stadium, Wigan Zuschauer: 8.026 Schiedsrichter: Tim Roby |
| 8. Mai 15:00 | (24:0) Bericht |        |                | DW Stadium, Wigan Zuschauer: 8.026 Schiedsrichter: Tim Roby |

| 8. Mai 15:00 | London Skolars | 18 : 62 | Widnes Vikings | New River Stadium, London Zuschauer: 415 Schiedsrichter: Clint Sharrad |
| 8. Mai 15:00 | (0:32) Bericht |         |                | New River Stadium, London Zuschauer: 415 Schiedsrichter: Clint Sharrad |

| 8. Mai 15:00 | Batley Bulldogs | 18 : 28 | Huddersfield Giants | Mount Pleasant, Batley Zuschauer: 2.676 Schiedsrichter: Robert Hicks |
| 8. Mai 15:00 | (10:10) Bericht |         |                     | Mount Pleasant, Batley Zuschauer: 2.676 Schiedsrichter: Robert Hicks |

| 8. Mai 15:00 | Dewsbury Rams   | 38 : 44 | Swinton Lions | Crown Flatt, Dewsbury Zuschauer: 692 Schiedsrichter: Jamie Leahy |
| 8. Mai 15:00 | (24:24) Bericht |         |               | Crown Flatt, Dewsbury Zuschauer: 692 Schiedsrichter: Jamie Leahy |

| 8. Mai 15:00 | Hunslet Hawks  | 2 : 68 | Salford City Reds | John Charles Centre for Sport, Hunslet Zuschauer: 649 Schiedsrichter: Warren Turley |
| 8. Mai 15:00 | (2:22) Bericht |        |                   | John Charles Centre for Sport, Hunslet Zuschauer: 649 Schiedsrichter: Warren Turley |

| 8. Mai 15:00 | Rochdale Hornets | 10 : 72 | Castleford Tigers | Spotland Stadium, Rochdale Zuschauer: 1.675 Schiedsrichter: Thierry Alibert |
| 8. Mai 15:00 | (6:22) Bericht   |         |                   | Spotland Stadium, Rochdale Zuschauer: 1.675 Schiedsrichter: Thierry Alibert |

| 8. Mai 15:00 | Doncaster      | 10 : 50 | Wakefield Trinity Wildcats | Keepmoat Stadium, Doncaster Zuschauer: 1.823 Schiedsrichter: Matt Thomason |
| 8. Mai 15:00 | (4:18) Bericht |         |                            | Keepmoat Stadium, Doncaster Zuschauer: 1.823 Schiedsrichter: Matt Thomason |

| 8. Mai 15:00 | Halifax         | 34 : 46 | Bradford Bulls | The Shay, Halifax Zuschauer: 5.045 Schiedsrichter: Phil Bentham |
| 8. Mai 15:00 | (24:32) Bericht |         |                | The Shay, Halifax Zuschauer: 5.045 Schiedsrichter: Phil Bentham |

## Fünfte Runde
Die Spiele der fünften Runde fanden zwischen dem 20. und 22. Mai statt.
| 20. Mai 20:00 | Leeds Rhinos    | 40 : 20 | Harlequins RL | Headingley Carnegie Stadium, Leeds Zuschauer: 7.147 Schiedsrichter: Ben Thaler |
| 20. Mai 20:00 | (22:14) Bericht |         |               | Headingley Carnegie Stadium, Leeds Zuschauer: 7.147 Schiedsrichter: Ben Thaler |

| 20. Mai 20:00 | Salford City Reds | 0 : 25 | Hull Kingston Rovers | The Willows, Salford Zuschauer: 2.087 Schiedsrichter: Thierry Alibert |
| 20. Mai 20:00 | (0:6) Bericht     |        |                      | The Willows, Salford Zuschauer: 2.087 Schiedsrichter: Thierry Alibert |

| 20. Mai 20:00 | Warrington Wolves | 112 : 0 | Swinton Lions | Halliwell Jones Stadium, Warrington Zuschauer: 4.440 Schiedsrichter: Tim Roby |
| 20. Mai 20:00 | (48:0) Bericht    |         |               | Halliwell Jones Stadium, Warrington Zuschauer: 4.440 Schiedsrichter: Tim Roby |

| 21. Mai 14:30 | Wakefield Trinity Wildcats | 18 : 20 | Castleford Tigers | Belle Vue, Wakefield Zuschauer: 6.604 Schiedsrichter: Richard Silverwood |
| 21. Mai 14:30 | (8:6) Bericht              |         |                   | Belle Vue, Wakefield Zuschauer: 6.604 Schiedsrichter: Richard Silverwood |

| 21. Mai 15:00 | Widnes Vikings | 26 : 50 | Hull FC | Lowerhouse Lane, Widnes Zuschauer: 3.387 Schiedsrichter: Robert Hicks |
| 21. Mai 15:00 | (8:22) Bericht |         |         | Lowerhouse Lane, Widnes Zuschauer: 3.387 Schiedsrichter: Robert Hicks |

| 22. Mai 15:00 | Huddersfield Giants | 30 : 16 | Dragons Catalans | Galpharm Stadium, Huddersfield Zuschauer: 3.098 Schiedsrichter: Phil Bentham |
| 22. Mai 15:00 | (12:10) Bericht     |         |                  | Galpharm Stadium, Huddersfield Zuschauer: 3.098 Schiedsrichter: Phil Bentham |

| 22. Mai 15:00 | St Helens      | 70 : 0 | Featherstone Rovers | Lowerhouse Lane, Widnes Zuschauer: 2.905 Schiedsrichter: James Child |
| 22. Mai 15:00 | (18:0) Bericht |        |                     | Lowerhouse Lane, Widnes Zuschauer: 2.905 Schiedsrichter: James Child |

| 22. Mai 15:30 | Bradford Bulls | 22 : 26 | Wigan Warriors | Odsal Stadium, Bradford Zuschauer: 5.828 Schiedsrichter: Steve Ganson |
| 22. Mai 15:30 | (6:10) Bericht |         |                | Odsal Stadium, Bradford Zuschauer: 5.828 Schiedsrichter: Steve Ganson |

## Viertelfinale
| 23. Juli 16:30 | Warrington Wolves | 24 : 44 | Wigan Warriors | Halliwell Jones Stadium, Warrington Zuschauer: 13.024 Schiedsrichter: Richard Silverwood |
| 23. Juli 16:30 | (16:22) Bericht   |         |                | Halliwell Jones Stadium, Warrington Zuschauer: 13.024 Schiedsrichter: Richard Silverwood |

| 24. Juli 15:00 | St Helens      | 54 : 6 | Hull Kingston Rovers | Lowerhouse Lane, Widnes Zuschauer: 6.449 Schiedsrichter: Ben Thaler |
| 24. Juli 15:00 | (20:6) Bericht |        |                      | Lowerhouse Lane, Widnes Zuschauer: 6.449 Schiedsrichter: Ben Thaler |

| 24. Juli 15:30 | Castleford Tigers | 22 : 18 | Huddersfield Giants | Wheldon Road, Castleford Zuschauer: 6.336 Schiedsrichter: Phil Bentham |
| 24. Juli 15:30 | (12:6) Bericht    |         |                     | Wheldon Road, Castleford Zuschauer: 6.336 Schiedsrichter: Phil Bentham |

| 24. Juli 15:30 | Hull FC        | 22 : 38 | Leeds Rhinos | KC Stadium, Hull Zuschauer: 9.496 Schiedsrichter: Steve Ganson |
| 24. Juli 15:30 | (16:6) Bericht |         |              | KC Stadium, Hull Zuschauer: 9.496 Schiedsrichter: Steve Ganson |

## Halbfinale
| 6. August 15:15 | Castleford Tigers | 8 : 10 n. V. | Leeds Rhinos | Keepmoat Stadium, Doncaster Zuschauer: 13.158 Schiedsrichter: Phil Bentham |
| 6. August 15:15 | (0:2) Bericht     |              |              | Keepmoat Stadium, Doncaster Zuschauer: 13.158 Schiedsrichter: Phil Bentham |

| 6. August 16:30 | Wigan Warriors | 18 : 12 | St Helens | Halliwell Jones Stadium, Warrington Zuschauer: 12.713 Schiedsrichter: Richard Silverwood |
| 6. August 16:30 | (6:2) Bericht  |         |           | Halliwell Jones Stadium, Warrington Zuschauer: 12.713 Schiedsrichter: Richard Silverwood |

## Finale
| 27. August 14:30 | Wigan Warriors                                                               | 28 : 18         | Leeds Rhinos                                                        | Wembley Stadium, London Zuschauer: 78.482 Schiedsrichter: Phil Bentham |
| 27. August 14:30 | Versuche: Lima (2), Charnley, Leuluai, J. Tomkins Erhöhungen: Richards (4/5) | (16:10) Bericht | Versuche: Hall (2), Ablett, Jones-Bishop Erhöhungen: Sinfield (1/4) | Wembley Stadium, London Zuschauer: 78.482 Schiedsrichter: Phil Bentham |

| 1                  | Sam Tomkins     |
| 25                 | Josh Charnley   |
| 12                 | Joel Tomkins    |
| 4                  | George Carmont  |
| 5                  | Pat Richards    |
| 6                  | Paul Deacon     |
| 17                 | Brett Finch     |
| 15                 | Jeff Lima       |
| 7                  | Thomas Leuluai  |
| 10                 | Andy Coley      |
| 11                 | Harrison Hansen |
| 16                 | Ryan Hoffman    |
| 13                 | Sean O’Loughlin |
| Auswechselspieler: |                 |
| 9                  | Mike McIlorum   |
| 14                 | Paul Prescott   |
| 22                 | Liam Farrell    |
| 21                 | Lee Mossop      |

| 1                  | Brent Webb           |
| 23                 | Ben Jones-Bishop     |
| 12                 | Carl Ablett          |
| 19                 | Kallum Watkins       |
| 5                  | Ryan Hall            |
| 13                 | Kevin Sinfield       |
| 6                  | Danny McGuire        |
| 8                  | Kylie Leuluai        |
| 9                  | Danny Buderus        |
| 10                 | Jamie Peacock        |
| 11                 | Jamie Jones-Buchanan |
| 3                  | Brett Delaney        |
| 20                 | Weller Hauraki       |
| Auswechselspieler: |                      |
| 7                  | Rob Burrow           |
| 21                 | Chris Clarkson       |
| 16                 | Ryan Bailey          |
| 17                 | Ian Kirke            |